# Geelbrauwkanarie
De geelbrauwkanarie (Crithagra whytii; synoniem: Serinus whytii) is een zangvogel uit de familie Fringillidae (vinkachtigen).

## Verspreiding en leefgebied
Deze soort komt voor in de hooglanden van zuidelijk Tanzania tot Zambia en noordelijk Malawi.